# Dzika Droga

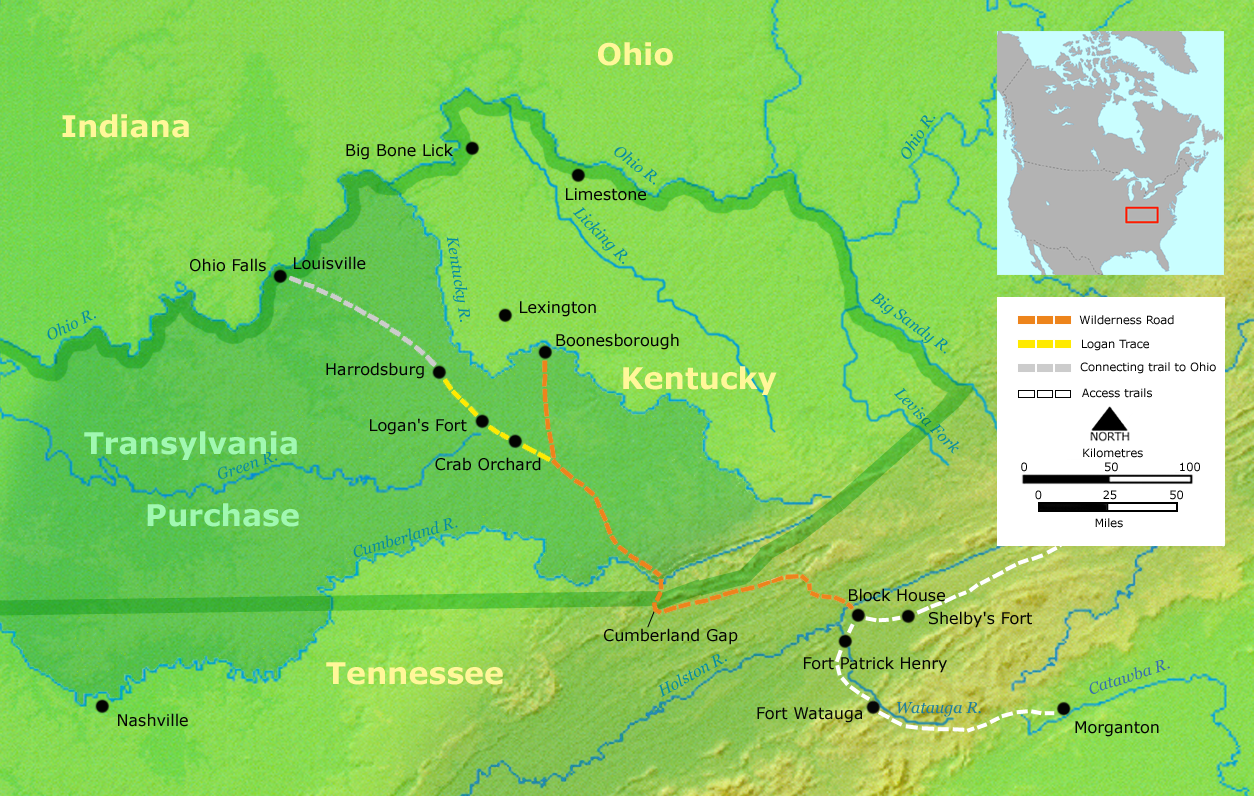
Przebieg Dzikiej Drogi ok. 1785 r.

Dzika Droga (ang. Wilderness Road) – przez ponad pięćdziesiąt lat główny szlak, którym podróżowali kupcy i osadnicy ze wschodnich stanów USA do Kentucky. W 1775 roku Daniel Boone wytyczył ten szlak na zlecenie Transylvania Company z Fort Chiswell w Wirginii przez przełęcz Cumberland w głąb terytorium Kentucky. W okresie późniejszym droga została przedłużona, przechodząc w indiańskie szlaki wiodące do wodospadów Ohio i Louisville. Dzika Droga była wąska i nieutwardzona, dostępna jedynie dla pieszych i konnych wędrowców. Jednak mimo trudności była wykorzystywana przez tysiące podróżnych. W 1792 roku legislatura nowego stanu Kentucky zdecydowała się na poprawienie drogi. W 1796 roku nowa, szersza droga została udostępniona dla pojazdów dwuśladowych. Zainteresowanie nią zmniejszyło się po 1818, a porzucona została około 1840 roku, gdy zastąpiły ją nowocześniejsze drogi międzystanowe.

## Początki

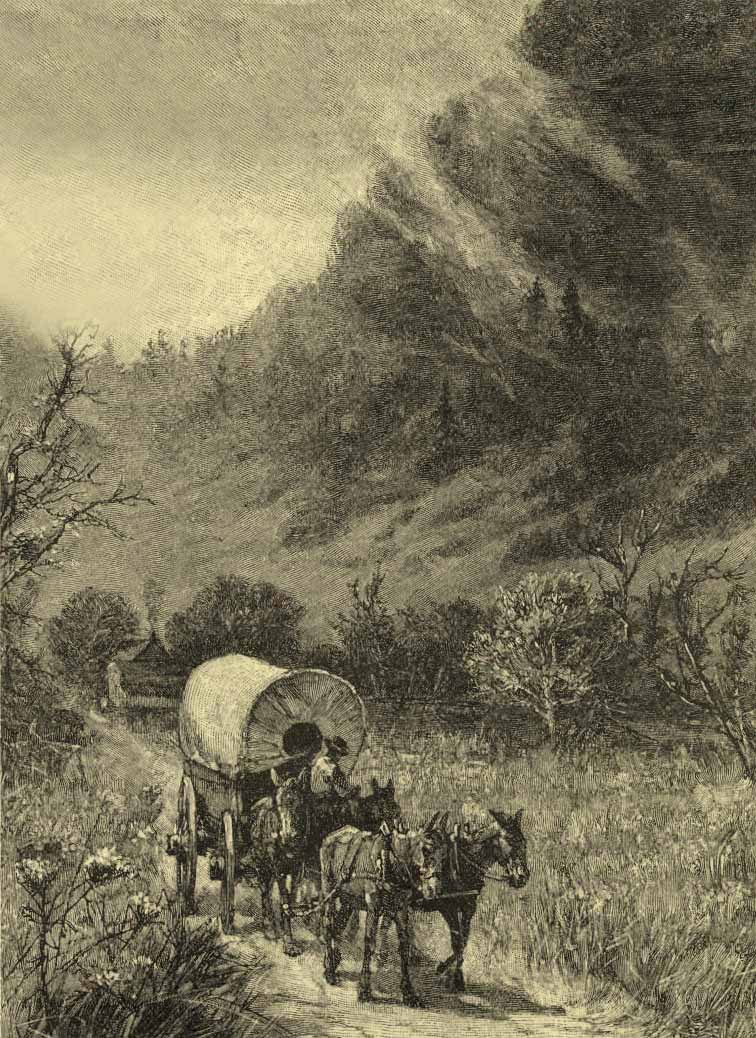
Dzika Droga

Pierwszymi europejskimi badaczami południowych Appalachów byli Hiszpanie. Hernando de Soto przemierzał te tereny w latach 1540 i 1541 w poszukiwaniu złota. Jego śladem szło kilka innych hiszpańskich ekspedycji.
Pierwszym Anglikiem, który badał te góry około 1650 roku, był Abraham Wood. Nieco później, w 1671 roku, wyprawa Battsa-Fallama dotarła do doliny rzeki New. W 1673 roku Wood wysłał Gabriela Arthura i Jamesa Needhama na tereny zwane wówczas „Overhill Cherokee” w dzisiejszym Tennessee. Głównym powodem wysłania ekspedycji była chęć nawiązania kontaktów handlowych z Czirokezami z pominięciem pośredników. Wyprawa dotarła wprawdzie do Overhill Cherokee, ale w drodze powrotnej Needham został zabity. Gabriel Arthur również był bliski śmierci, ale uratowała go adopcja przez wodza Czirokezów. Przez ponad rok podróżował z Czirokezami wzdłuż pasma Appalachów i był przypuszczalnie pierwszym Europejczykiem, który przekroczył przełęcz Cumberland.
W 1750 roku Thomas Walker, przedstawiciel Loyal Land Company, odbył z pięcioma towarzyszami podróż badawczą przez przełęcz Cumberland w głąb wschodniego Kentucky. Loyal Land Company zajmowała się jednak zakładaniem osad w Wirginii, nie w Kentucky.
W 1774 roku Richard Henderson, sędzia z Karoliny, założył firmę obrotu ziemią Transylvania Company, która miała pośredniczyć w zakupach ziemi od Czirokezów po zachodniej stronie pasma Appalachów w celu założenia tam kolejnej kolonii brytyjskiej. Henderson wynajął Daniela Boone’a, doświadczonego myśliwego i trapera, który poznał już te tereny, do wytyczenia szlaku przez przełęcz Cumberland do środkowego Kentucky.

### Wyprawa Boone’a
Appalachy stanowią naturalną zaporę dla podróżujących ze wschodu na zachód od Pensylwanii po Georgię. Osadnicy z Pensylwanii najchętniej wędrowali na południe, wzdłuż Great Wagon Road wiodącej przez dolinę Shenandoah. Daniel Boone również wędrował z Pensylwanii tym szlakiem na południe. Boone, myśliwy od najmłodszych lat, często wyprawiał się na tzw. „długie łowy”, kiedy to spędzał na terenach zajmowanych przez Indian wiele tygodni lub nawet miesięcy.

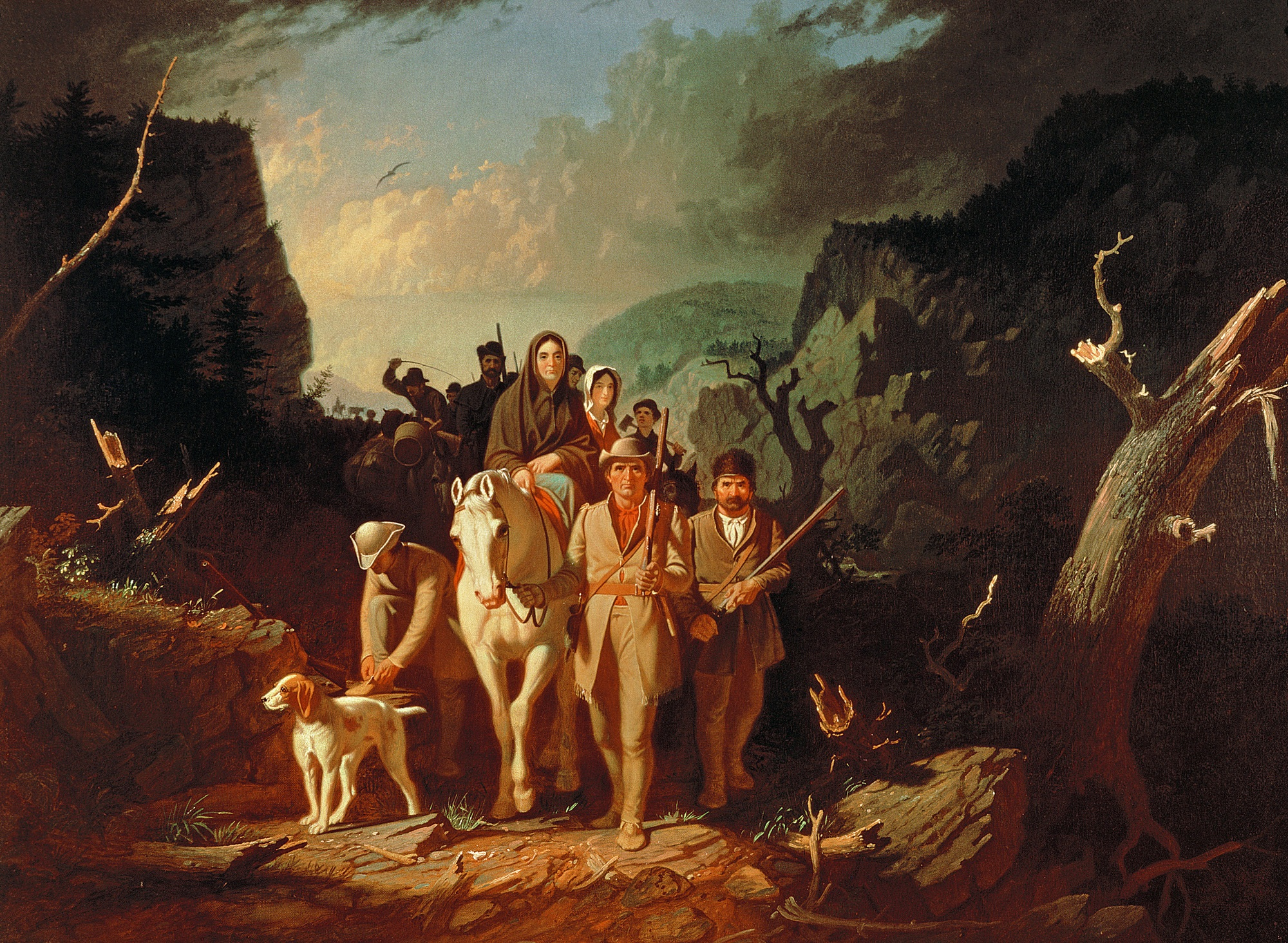
Daniel Boone przeprowadza osadników przez przełęcz Cumberland

Zdaniem Boone’a każdy osadnik powinien mieć: „dobrą strzelbę, dobrego konia i dobrą żonę”. Powinien mieć także silne ciało, ostrą siekierę i wiele szczęścia. Kolejną ważną rzeczą była sól. Przed 1776 rokiem sprowadzano ją do „trzynastu kolonii” zza oceanu, płacąc bardzo wysokie ceny. Był to jedyny dostępny środek do konserwacji mięsa, a Kentucky miało swoje własne źródła solne i naturalne lizawki w okolicy Boonesborough.
10 marca 1775 roku Boone, na czele 35 drwali, wyrąbał szlak przez lasy i góry do Kentucky. Był to wąski, błotnisty szlak, właściwie ścieżka. Jakkolwiek Transylvania Company uzyskała prawa do Kentucky od Czirokezów i Irokezów, nie otrzymała podobnych od Szaunisów, którzy mieszkali i polowali w Kentucky i którzy w białych osadnikach widzieli najeźdźców. 24 marca Boone i jego grupa zatrzymali się na noc zaledwie 20 km od końca wytyczanego szlaku, jakim była rzeka Kentucky. Tuż przed świtem zostali zaatakowani przez grupę Szaunisów. Kilku ludzi Boone’a zostało zabitych, kilku rannych, ale większości udało się uciec do lasu. Boone przegrupował swoich ludzi, zaatakował i zmusił Szaunisów do ucieczki. Na noc zbudowano tymczasową barykadę z dwumetrowych pni.

## Przebieg szlaku
Dzika Droga tworzy długą pętlę, biegnąc z Wirginii na południe do Tennessee i następnie na północ do Kentucky, przemierzając ponad 300 kilometrów.
Od Długiej Wyspy na rzece Holston River (dzisiejsze miasto Kingsport w Tennessee), droga biegła na północ przez przełęcz Moccasin w paśmie górskim Clinch, następnie przecinała rzekę o tej samej nazwie i mocno sfałdowany teren zwany przez wędrowców „Diabelskim Torem Wyścigowym” (ang. Devils Raceway) aż do północnego dopływu rzeki Clinch. Dalej przebiegała przez przełęcz Kanesa w paśmie Powella i dalej na południowy zachód doliną rzeki Powella do przełęczy Cumberland.
Za przełęczą Dzika Droga rozdzielała się. Południowa odnoga przecinała płaskowyż Cumberland i docierała do Nashville wzdłuż Cumberland River. Północna rozdzielała się na wschodnią, biegnącą do Boonesborough nad rzeką Kentucky (w pobliżu dzisiejszego Lexington) i zachodnią zdążającą do wodospadów Ohio w dzisiejszym Louisville.

## Niebezpieczeństwa
Wobec ciągłego zagrożenia atakami ze strony Indian wędrowcy ruszali na szlak zazwyczaj dobrze uzbrojeni. Oprócz Indian na podróżnych czatowali też bandyci, w każdej chwili gotowi zaatakować słabszych lub niespodziewających się napaści pionierów. Częstokroć dla bezpieczeństwa podróżowano wspólnie; na szlak ruszały całe społeczności, jak np. ugrupowania religijne. Setki ludzi zginęło.
Wzdłuż drogi zbudowano wiele drewnianych schronów ze strzelnicami wyciętymi w ścianach. Najczęściej nazywano je „stacjami”. Nikt nie wiedział dokładnie, gdzie i kiedy nastąpi nowy atak. Szaunnisi uderzali z północy, podczas gdy Czikamauga (Czirokezi, którzy nie uznali traktatu) z południa. Plemiona były niezadowolone z tego, że osadnicy zagarniają ich tereny łowne, a wojny w latach 1755-1766 umocniły w nich tylko niechęć do Anglosasów.

## Osadnictwo
Sędzia Richard Henderson zawarł z Czirokezami traktat nad Sycamore Shoals w 1775 roku, nabywając ponad 20 mln akrów (80 tys. km²) ziemi pomiędzy rzekami Cumberland i Kentucky. 28 marca wyruszył on z Długiej Wyspy (Kingsport, Tennessee) na czele około 30 jeźdźców w trudną podróż po Dzikiej Drodze do brzegów Kentucky. W stacji Martina dołączyło do nich dalszych 40-50 ludzi. Po drodze napotkali blisko setkę osadników uciekających na wschód przez napadami Indian. Nie zważając na trudności i niebezpieczeństwa, grupa parła jednak naprzód. 20 kwietnia dotarli do Boonesborough, ufortyfikowanej osady zbudowanej przez Boone’a.
W latach siedemdziesiątych XVIII wieku zaczęła się masowa imigracja Irlandczyków szkockiego pochodzenia, którzy uciekali z Ulsteru przed głodem, wysokimi podatkami i prześladowaniami religijnymi. W ciągu dziesięciu lat napłynęło ich ponad 400 tysięcy. W związku z tym, że lepsze tereny zostały już zajęte, parli na zachód, ku podgórzu karolińskiemu.
Szkoccy, irlandzcy, niemieccy i inni imigranci ciągnęli także dalej. Ponad 200 tys. pionierów przeszło Dziką Drogę doświadczając ogromnych trudności. Zima 1778/79 była tak ostra, że pokrywa lodowa na rzece Kentucky była gruba na ponad pół metra. Osady wzdłuż drogi z najwyższym trudem walczyły o przetrwanie. Wiele bydła i trzody chlewnej pozamarzało. Osadnicy, by przeżyć, musieli jeść to zamrożone mięso.
Do tego dochodziły ataki Indian. Wojownicy Czikamauga, pod wodzą „Ciągnącego Canoe”, potrafili całymi tygodniami tkwić w zasadzce gdzieś pomiędzy przełęczą Cumberland a Crab Orchard, czyli na odcinku ponad 150 kilometrów. Nie atakowali dużych, dobrze uzbrojonych grup, a czatowali na wędrowców słabszych, niepotrafiących się bronić. Jesienią 1784 roku na szlaku zostało zabitych ponad 100 mężczyzn, kobiet i dzieci. Wiele rodzin, nawet w zimie, wędrowało bez butów; ludzie ci nie mieli najczęściej ani pieniędzy, ani wystarczającej odzieży. Żyli tym, co udało się upolować w lasach lub złowić w strumieniach.
Takie ubogie rodziny po wylądowaniu w Ameryce wędrowały pieszo setki kilometrów. Jako zwierząt jucznych używali krów. Po dotarciu na miejsce budowali chaty z pni drzewnych, wyrąbywali las, oczyszczali ziemię ze ściółki, by móc zasiać ziarno.
Za najbardziej użyteczne drzewo uważany był kasztan. Z pni budowano chaty i płoty grodzące uprawy dla ochrony przed dzikimi zwierzętami. Drewno dawało się łatwo rozszczepiać na gonty do krycia dachów chat i pomieszczeń gospodarczych. Kora była używana do produkcji leków oraz otrzymywania kwasu taninowego, służącego do garbowania i farbowania. Na jesieni pożywne kasztany służyły jako uzupełnienie diety świń. Równie wysoko ceniona z powodu swej użyteczności była choina.

## Handel i poczta
Dzika Droga od samego początku służyła pierwszym osadnikom w Kentucky jako jedyny szlak handlowy. Konie, krowy, owce i świnie były towarem poszukiwanym w Karolinach, w Maryland i Wirginii. Nierogacizna w stadach po 500, a nawet więcej sztuk, była pędzona Dziką Drogą na targowiska na wschodzie. Wołowina sprzedawana na tych rynkach stała się głównym źródłem dochodów farmerów ze środkowego Kentucky.
W 1792 roku uruchomiony został szlak pocztowy z Bean Station w Tennessee, przez przełęcz Cumberland do Danville w Kentucky. Było to głównie zasługą gubernatora Kentucky Izaaka Shelby’ego. To połączenie nowego stanu ze Wschodem było rzeczywiście wielkim osiągnięciem. Osadnicy uważali konnych kurierów za bohaterów i czekali z niecierpliwością na przywożone przez nich nowiny ze szlaku, jak i listy czy gazety.

## Wojna secesyjna i upadek

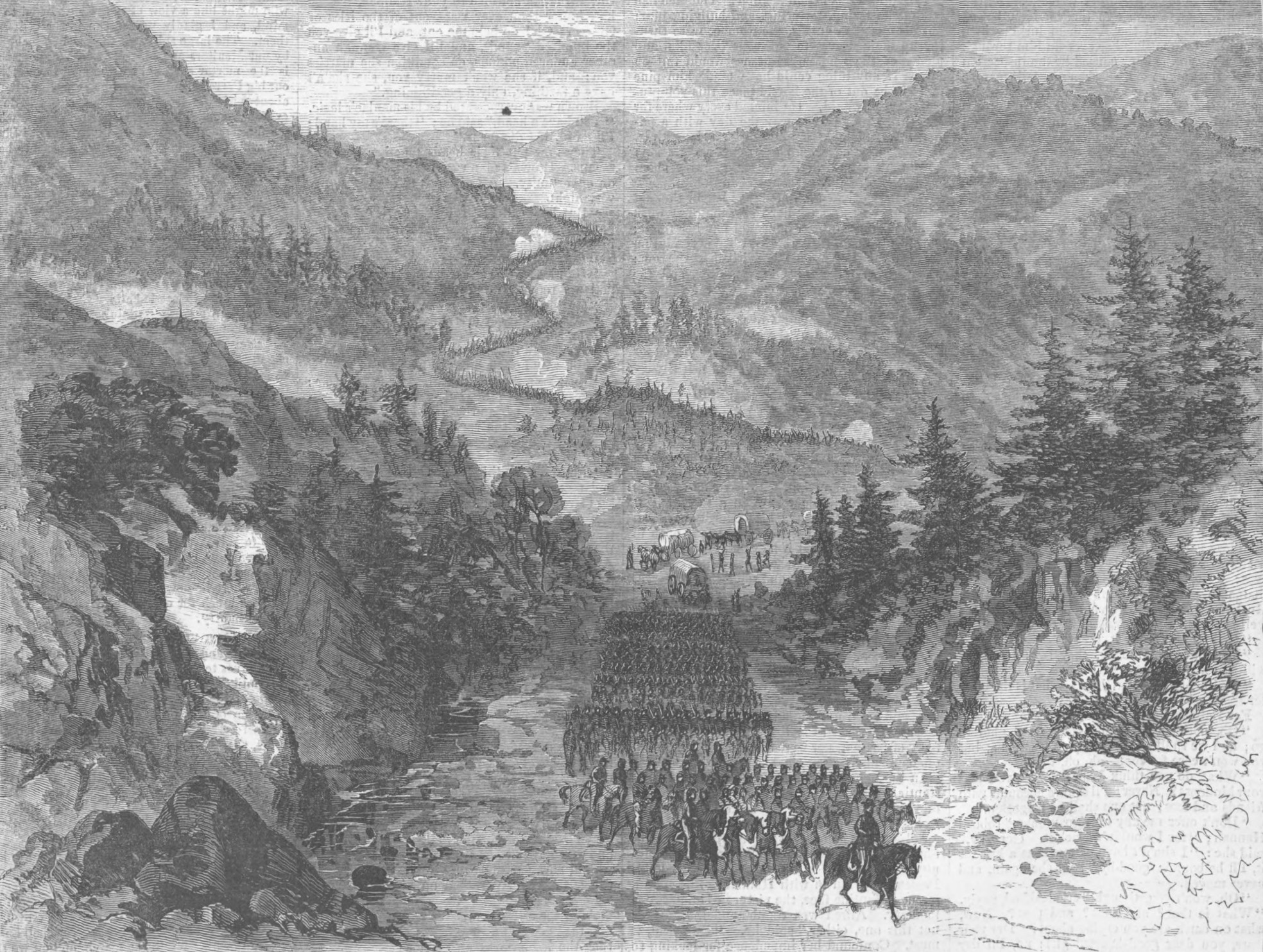
Korpus gen. Granta na przełęczy

Zainteresowanie Dziką Drogą gwałtownie spadło, gdy w 1818 roku powstała droga krajowa, pozwalająca podróżować aż do rzeki Ohio po terenie zupełnie płaskim. Jednocześnie na rzekach Ohio i Missisipi pojawiły się parowce ułatwiające podróż w górę i w dół tych dwóch wielkich dróg wodnych.
W czasie wojny secesyjnej zarówno armia Unii, jak i Konfederacji używały Dzikiej Drogi. Wczesna bitwa o Camp Wildcat była pierwszą próbą Konfederatów przejęcia kontroli nad neutralnym stanem Kentucky. Przełęcz Cumberland czterokrotnie przechodziła z rąk do rąk. Armie południowców używały jej, by móc dostać się do Wirginii. Generał Ulysses S. Grant użył jej rozpoczynając kampanię w Tennessee w 1864 roku. Grant był wręcz zachwycony drogą i mawiał, „Z dwiema brygadami piechoty jestem w stanie utrzymać tę przełęcz nawet przeciw tej armii, którą Napoleon prowadził na Moskwę”.

## Dzika Droga dzisiaj
Fragmenty Dzikiej Drogi znalazły się wśród tych szlaków komunikacyjnych, które jako pierwsze otrzymały utwardzone nawierzchnie. Stara droga od przełęczy Cumberland do miejscowości Middlesboro w Kentucky została ukończona 3 października 1908 roku. Była to „lekcja poglądowa” dla budownictwa dróg (drogi z nawierzchnią tłuczniową budowane przez lokalne społeczności, ale pod nadzorem władz federalnych) podjętego przez Administrację Dróg Publicznych. W tamtym czasie w Stanach Zjednoczonych istniało zaledwie 1100 kilometrów utwardzonych dróg. Nieco później droga został włączona w sławną Dixie Highway łączącą Detroit z Miami. Później przemianowano ją na U.S. Highway 25.
Dzisiejsza przełęcz Cumberland stanowi część Historycznego Parku Narodowego Przełęczy Cumberland (ang. Cumberland Gap National Historical Park). Zrekonstruowany fort „Stacja Martina” w Wirginii znajduje się około 9 kilometrów na wschód od przełęczy. Po zakończeniu budowy tunelu pod przełęczą w 1996 roku podjęto prace nad projektem odtworzenia Dzikiej Drogi w jej historycznym kształcie. Fragmenty drogi stanowią dziś turystyczny szlak pieszy.